# À la mode
『à la mode』は、TWEEDEESの1枚目のミニアルバム。2017年6月21日に日本コロムビアから発売された。

## 収録曲
1. 未来のゆくえ [4:06]
作詞：清浦夏実・沖井礼二、作曲・編曲：沖井礼二
2. à la mode [3:29]
作詞：清浦夏実、作曲：沖井礼二・清浦夏実、編曲：沖井礼二
3. Birthday Song [3:31]
作詞・作曲・編曲：沖井礼二
4. 悪い大人のワルツ [3:29]
作詞：清浦夏実、作曲：沖井礼二、編曲：沖井礼二・辻林美穂
5. 君は素敵 [4:25]
作詞：清浦夏実、作曲・編曲：沖井礼二
6. プリン賛歌 ~20th à la mode edition [4:19]
作詞：犬丸りん、作曲：竹中敬一、編曲：沖井礼二
7. TWDS_STRUT [2:06]
8. PHILLIP -TWEEDEES ONLY ver. [4:36]
作詞：清浦夏実、作曲：沖井礼二・清浦夏実、編曲：沖井礼二
9. プリン賛歌 ~20th à la mode edition(TVサイズ) [1:00]
作詞：犬丸りん、作曲：竹中敬一、編曲：沖井礼二